# Didacta – Das Magazin für lebenslanges Lernen
didacta widmet sich als einziges deutsches Fachmagazin dem lebenslangen Lernen. Jede Ausgabe greift  Themen aus Kindergarten, Schule, Hochschule, Aus- und Weiterbildung auf und verschafft so einen Gesamtüberblick über die einzelnen Bereiche, Themen und Übergänge des Bildungsverlaufs. Fach- und praxisbezogene Beiträge sollen Wissen vermitteln,  Tipps und Ideen für die  pädagogische Arbeit geben und einen Einblick in das  Geschehen auf dem Bildungsmarkt liefern. Es erscheint vierteljährlich seit 2008 mit einer Auflage rund 67.000 Exemplaren. Es wird kostenlos an Schulen und öffentlichen Bildungsinstitutionen in Deutschland versandt. Herausgeber des Magazins ist die Didacta Ausstellungs- und Verlagsgesellschaft mbH in Darmstadt. Chefredakteur ist Wassilios Fthenakis. Redaktion ist die AVR Agentur für Werbung und Produktion GmbH in München. didacta wird auf der didacta Messe verteilt.

## Website
- Website der Zeitschrift